# Wold Newton (East Riding of Yorkshire)
Wold Newton – wieś w Anglii, w hrabstwie East Riding of Yorkshire. Leży 45 km na północ od miasta Hull i 293 km na północ od Londynu. W 2001 miejscowość liczyła 291 mieszkańców.